# Babule
Babule is een plaats in het Poolse district  Mielecki, woiwodschap Subkarpaten. De plaats maakt deel uit van de gemeente Padew Narodowa en telt 260 inwoners.